# Jane Aceng

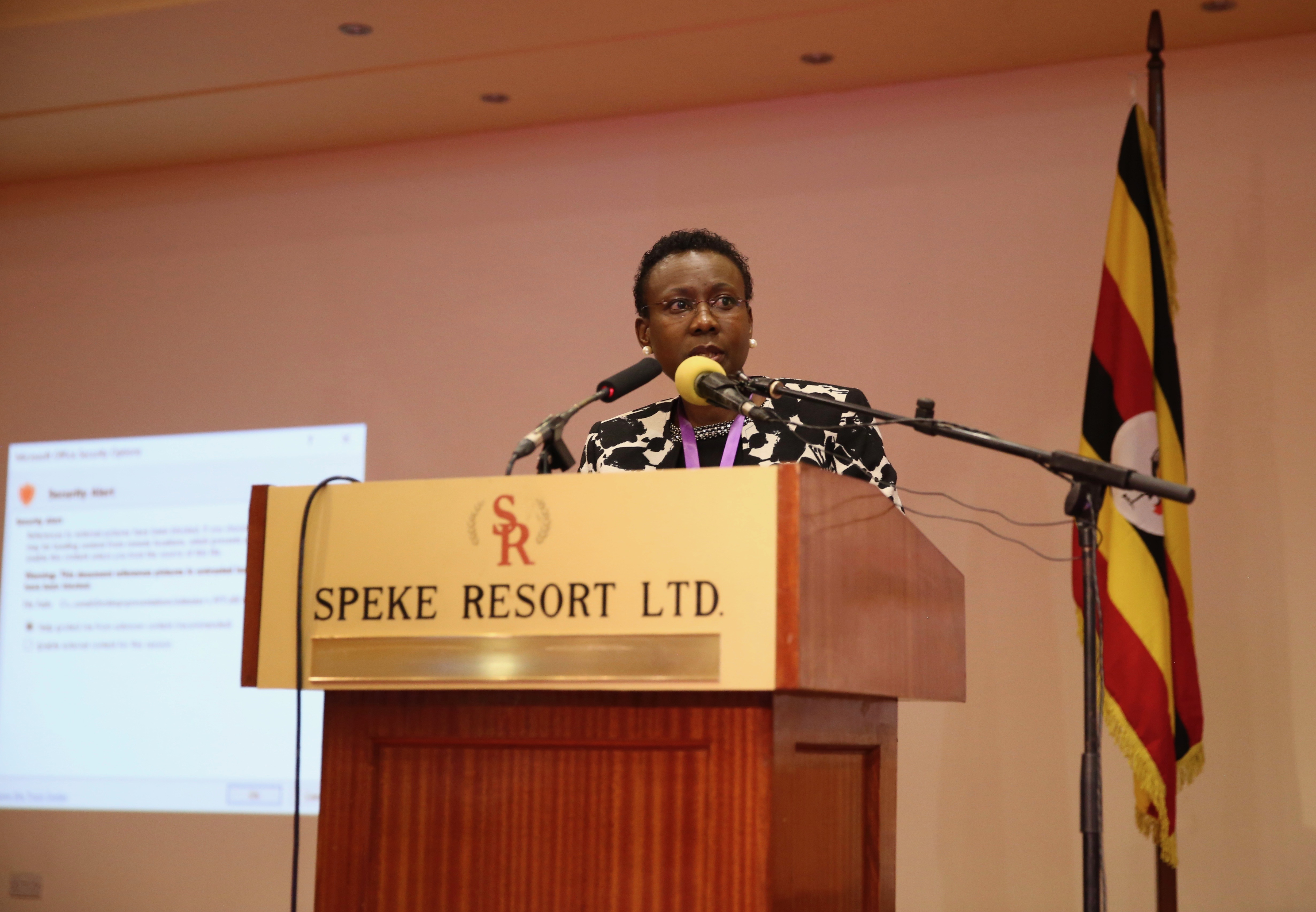
Jane Aceng

Jane Ruth Aceng (*  11. Mai 1968) ist eine ugandische Ärztin und Politikerin der National Resistance Movement (NRM), die seit 2016 Gesundheitsministerin ist.

## Leben
Jane Aceng begann nach dem Besuch der Shimoni Demonstration School sowie der Nabisunsa Girls School 1987 ein Studium der Medizin an der Makerere-Universität, das sie 1993 mit einem Bachelor of Medicine, Bachelor of Surgery (MBchB) beendete. Im Anschluss arbeitete sie zwischen 1994 und 2000 als Ärztin am Lira Hospital. An diesem war sie kommissarische Ärztliche Direktorin von 1998 bis 2000 sowie Ärztliche Direktorin zwischen 2000 und 2003 war und fungierte zugleich als Oberärztin am Mulago Hospital. Während dieser Zeit absolvierte sie ein postgraduales Studium im Fach Pädiatrie an der Makerere-Universität und beendete dieses 2003 mit einem Master of Medicine in Pediatrics. Sie war im Anschluss zwischen 2003 und 2007 Medizinische Superintendentin und Chefärztin für Pädiatrie am Lira Regional Referral Hospital und absolvierte in dieser Zeit ein weiteres postgraduales Studium im Fach Öffentliche Gesundheit an der Makerere-Universität, welches sie 2006 mit einem Master of Public Health (MPH) abschloss. Sie war danach von 2007 bis 2016 Kinderärztin am Lira Regional Referral Hospital und dort zugleich zwischen 2007 und 2010 erst Medizinische Superintendentin sowie zuletzt von 2010 bis 2015 kommissarische Ärztliche Direktorin. 2011 erwarb sie zudem ein Diplom für öffentliche Verwaltung und Management an der Multitech Business School.
2016 wurde Jane Aceng Gesundheitsministerin (Minister of Health) im Kabinett von Premierminister Ruhakana Rugunda.

## Weblink
- Biografie auf der Homepage des Parlaments von Uganda

| Personendaten    | Personendaten                          |
| ---------------- | -------------------------------------- |
| NAME             | Aceng, Jane                            |
| ALTERNATIVNAMEN  | Aceng, Jane Ruth (vollständiger Name)  |
| KURZBESCHREIBUNG | ugandische Politikerin und Medizinerin |
| GEBURTSDATUM     | 11. Mai 1968                           |